# تيتوس

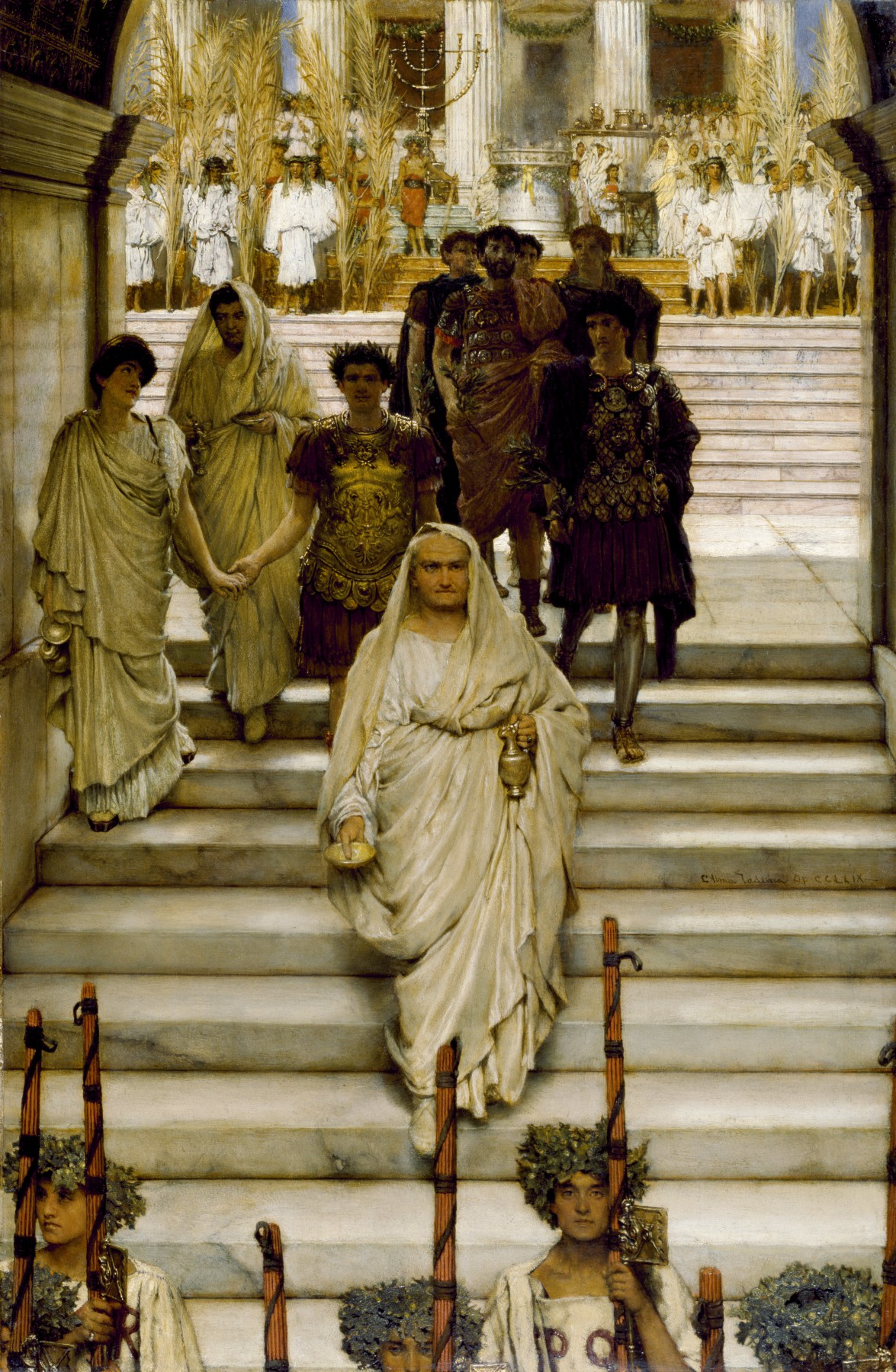
تيتوس

الإمبراطور تيتوس أو تيتوس فيلافيوس قيصر فاسباسيانوس أغسطس (باللاتينية: Titus Flavius Vespasianus) المعروف إيجازاً باسم تيتوس (30 ديسمبر 39 - 13 سبتمبر 81)، كان الإمبراطور الروماني العاشر الذي ساد بايجاز (24 يونيو 79 - 13 سبتمبر 81) وهو أبن الإمبراطور فسبسيان وأخو الإمبراطور دوميتيان. تيتوس هو ثاني إمبراطور من السلالة الفلافيانيه، والتي حكمت الإمبراطورية الرومانية بين 69 و96، وهي تشمل والد تيتوس فسبسيان (69—79)، وتيتوس نفسه (79—81)، وأخيرا شقيقه الأصغر دوميتيان، وقد هدم غرور اليهود على يد تيتوس ولذا تعد هذه الحادثة من أهم الأحداث من المنظور اليهودي.
قبل أن يصبح إمبراطورًا، اكتسب تيتوس شهرة كقائد عسكري، وخدم تحت قيادة والده في يهودا خلال الحرب اليهودية الرومانية الأولى. توقفت الحملة لفترة وجيزة مع وفاة الإمبراطور نيرون في 68، ما أطلق عرض فيسباسيان للسلطة الإمبراطورية خلال عام الأباطرة الأربعة. عندما أعلِن فيسباسيان إمبراطورًا في 1 يوليو 69، تُرك تيتوس مسؤولًا عن إنهاء التمرد اليهودي. في عام 70، حاصر القدس واستولى عليها، ودمر المدينة والهيكل الثاني. لهذا الإنجاز حصل تيتوس على انتصار؛ يحتفل قوس تيتوس بذكرى انتصاره حتى يومنا هذا.
خلال فترة حكم والده، اكتسب تيتوس سمعة سيئة في روما حيث شغل منصب محافظ الحرس الإمبراطوري، واستمراره في علاقة مثيرة للجدل مع الملكة اليهودية برنيس. على الرغم من المخاوف بشأن شخصيته، حكم تيتوس بشهرة كبيرة بعد وفاة فيسباسيان عام 79، واعتبره سوتونيوس وغيره من المؤرخين المعاصرين إمبراطورًا جيدًا.
بصفته إمبراطورًا، اشتهر تيتوس بإكماله الكولوسيوم ولكرمه في تخفيف المعاناة التي تسببت فيها كارثتان، ثوران جبل فيزوف في عام 79 ميلاديًا وحريق في روما عام 80. وبعد عامين تقريبًا في المنصب، مات تيتوس بسبب حمى في 13 سبتمبر عام 81. ألهه مجلس الشيوخ الروماني وخلفه شقيقه الأصغر دوميتيان.

## النشأة
ولد تيتوس في روما، ربما في 30 ديسمبر 39 ميلادي، وهو الابن الأكبر لتيتوس فلافيوس فيسباسيانوس، المعروف باسم فيسباسيان، ودوميتيلا الكبرى. كان لديه أخت واحدة، دوميتيلا الصغرى (من مواليد 45)، وأخ واحد أصغر، تيتوس فلافيوس دوميتيانوس (ولد عام 51)، يشار إليه عادة باسم دوميتيان.

### الخلفية العائلية
ساهمت عقود من الحرب الأهلية خلال القرن الأول قبل الميلاد بشكل كبير في زوال الطبقة الأرستقراطية القديمة في روما، والتي استُبدلت تدريجيًا بنبل إيطالي إقليمي جديد خلال أوائل القرن الأول. كانت إحدى هذه العائلات هي عشيرة فلافيا، التي ارتفعت من الغموض النسبي إلى الصدارة في أربعة أجيال فقط، واكتسبت الثروة والمكانة تحت حكم أباطرة أسرة جوليو كلوديان. كان جد تيتوس، تيتوس فلافيوس بيترو، بمثابة قائد المئة تحت بومبي خلال حرب قيصر الأهلية. انتهت مسيرته العسكرية بالعار عندما فر من ساحة المعركة في معركة فرسالوس عام 48 قبل الميلاد.
ومع ذلك، تمكن بترو من تحسين وضعه من خلال الزواج من تيرتولا الثرية للغاية، التي ضمنت ثروتها صعود ابن بيترو تيتوس فلافيوس سابينوس الأول، جد تيتوس. جمع سابينوس نفسه المزيد من الثروة وحالة الفروسية المحتملة من خلال خدماته كمحصّل ضرائب في آسيا ومصرفي في هيلفيتيا. بزواجه من فيسباسيا بولا، تحالف مع عشيرة فيسباسيا الأرستقراطية المرموقة، لضمان ترقية أبنائه تيتوس فلافيوس سابينوس الثاني وفيسباسيان إلى رتبة مجلس الشيوخ.
تضمنت المهنة السياسية لفيسباسيان مكاتب القسطور، وآيدل وبرايتور وبلغت ذروتها مع منصب قنصل عام 51، وهو العام الذي ولد فيه دوميتيان. كقائد عسكري، اكتسب شهرة مبكرة من خلال المشاركة في الغزو الروماني لبريطانيا في 43. ما هو معروف عن حياة تيتوس المبكرة تم تسليمه من قبل سويتينيوس، الذي سجل أنه نشأ في البلاط الإمبراطوري بصحبة بريتانيكوس، ابن الإمبراطور كلوديوس، الذي قتل على يد نيرون عام 55.
نُقلت القصة أن تيتوس كان مستلقيًا بجانب بريتانيكوس في الليلة التي قُتل فيها ورشف من السم الذي سُلم له. هناك ندرة في التفاصيل حول تعليمه، ولكن يبدو أنه أظهر وعدًا مبكرًا في الفنون العسكرية وكان شاعرًا وخطيبًا ماهرًا باللغتين اليونانية واللاتينية.

## البلوغ
من حوالي 57 إلى 59 كان منبرًا عسكريًا في جرمانيا. خدم أيضًا في بريتانيا وربما وصل حوالي 60 مع التعزيزات اللازمة بعد تمرد بوديكا. حوالي 63، عاد إلى روما وتزوج من أريسينا تريتولا، ابنة ماركوس أريسينوس كليمنس، الحاكم السابق للحرس الإمبراطوري. ماتت حوالي 65.
ثم اتخذ تيتوس زوجة جديدة من عائلة أكثر تميزًا، مارسيا فورنيلا. ومع ذلك، كانت عائلة مارسيا مرتبطة ارتباطًا وثيقًا بمعارضة نيرون. كان عمها باريا سورانوس وابنته سيرفيليا من بين أولئك الذين لقوا حتفهم بعد مؤامرة بيسون الفاشلة عام 65. يعتقد بعض المؤرخين المعاصرين أن تيتوس طلق زوجته بسبب ارتباط عائلتها بالمؤامرة.
لم يتزوج تيتوس مرة أخرى ويبدو أنه كان لديه عدة بنات، واحدة منهن على الأقل من مارسيا فورنيلا. الشخص الوحيد المعروف أنه نجا حتى سن الرشد كانت جوليا فلافيا، ربما طفل تيتوس من قبل أريسينا، التي كانت والدتها تُدعى جوليا أيضًا. خلال هذه الفترة مارس تيطس أيضًا القانون ونال رتبة القسطور.

### الحملات اليهودية
في عام 66، ثار يهود مقاطعة يهودا على الإمبراطورية الرومانية. هُزم سيستيوس جالوس، مندوب سوريا، في معركة بيت حورون وأجبر على الانسحاب من القدس. فر الملك أغريبا الثاني الموالي لرومان وشقيقته برنيس من المدينة إلى الجليل، حيث سلموا أنفسهم فيما بعد للرومان.
عين نيرو فيسباسيان لإخماد التمرد، الذي أرسِل إلى المنطقة في الحال مع الفيلق الخامس والفيلق العاشر. وانضم إليه تيتس لاحقًا في بطليموس مع الفيلق الخامس عشر. وبقوة قوامها 60 ألف جندي محترف، استعد الرومان لاجتياح الجليل والسير نحو القدس.
تمت تغطية تاريخ الحرب بالتفصيل من قبل المؤرخ الروماني اليهودي يوسيفوس في كتابه حرب اليهود. خدم جوزيفوس كقائد في مدينة يودفات عندما اجتاح الجيش الروماني الجليل عام 67. بعد حصار مرهق استمر 47 يومًا، سقطت المدينة، وقتل ما يقدر بنحو 40 ألف شخص. ومع ذلك، لم يكن تيتوس مصممًا على إنهاء الحرب فحسب.
بعد أن نجا جوزيفوس من واحدة من عدة حالات انتحار جماعية، استسلم لفيسباسيان وأصبح سجينًا. كتب لاحقًا أنه زود الرومان بمعلومات استخبارية عن الثورة المستمرة. بحلول عام 68، خضع الساحل بأكمله وشمال يهودا من قبل الجيش الروماني، مع انتصارات حاسمة في تاريشي وغامالا، حيث تميز تيتوس بأنه جنرال ماهر.

### عام الأباطرة الأربعة
كانت القدس آخر وأهم مدينة محصنة سيطرت عليها المقاومة اليهودية. توقفت الحملة بشكل مفاجئ عندما وصلت أنباء وفاة نيرون. في نفس الوقت تقريبًا، أعلن مجلس الشيوخ الروماني غلبا، حاكم إسبانيا، إمبراطورًا. قرر فيسباسيان انتظار أوامر أخرى وأرسل تيتوس لتحية الأمير الجديد.
قبل الوصول إلى إيطاليا، علم تيتوس أن غلبا قُتل واستُبدل بأوتو، حاكم لوسيتانيا، وأن فيتليوس وجيوشه في جرمانيا كانوا يستعدون للتقدم في العاصمة، عازمين على الإطاحة بأوتو. لعدم رغبته في المخاطرة بأخذ كرهائن من جانب أو آخر، تخلى عن الرحلة إلى روما وعاد إلى والده في اليهودية. في غضون ذلك، هُزم أوتو في معركة بيدرياكوم الأولى وانتحر.
عندما وصلت الأخبار إلى الجيوش في يهودا ومصر الرومانية، أخذوا الأمور بأيديهم وأعلنوا إمبراطور فيسباسيان في 1 يوليو 69. وافق فيسباسيان، وبعد مفاوضات مع تيتوس، انضم إلى جايوس ليسينيوس موسيانوس، حاكم سوريا. سارت قوة قوية مأخوذة من جحافل يهود وسوريا إلى روما تحت قيادة موسيانوس، وسافر فيسباسيان إلى الإسكندرية، تاركًا تيتوس مسؤولًا لإنهاء التمرد اليهودي. بحلول نهاية عام 69، تعرضت قوات فيتليوس للضرب، وأعلن مجلس الشيوخ رسميًا عن فيسباسيان إمبراطورًا في 21 ديسمبر، وبذلك أنهى عام الأباطرة الأربعة.